# 勒泰勒
勒泰勒（法語：Rethel，法語：[ʁətɛl] ⓘ），法国东北部城市，大东部大区阿登省的一个市镇，同时也是该省的一个副省会，下辖勒泰勒区，其市镇面积为18.58平方公里，2022年1月1日时人口数量为7,435人，是该省人口第三多的市镇，在所有法国城市中排名第1,382位。
勒泰勒位于阿登省西南部，兰斯与沙勒维尔-梅济耶尔两城之间的中点地带，是一个区域性的中心城市。法西战争期间，儒勒·马萨林率领军队在此展开勒泰勒战役并取得重大胜利，勒泰勒因此被称为“马萨林之城”。勒泰勒也因勒泰勒白香肠而闻名，后者自2001年起成为法国国家地理标志保护产品。

## 地名来源
“勒泰勒”一名的起源尚不清楚，有史学家认为该名称可能带有“被树丛围绕的高地”之意，与当地的自然地理形态有关。
自1663年至法国大革命期间，“勒泰勒”的全名为“勒泰勒-马萨林”（Rethel-Mazarin），以纪念在儒勒·马萨林的带领下取得的勒泰勒战役的胜利。

## 历史

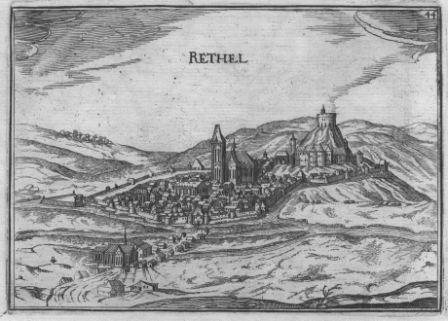
中世纪末的勒泰勒

勒泰勒大约建城于中世纪中期，彼时埃纳河右岸的一处高地上出现了村落。公元1357年，马尔勒的路易三世（Louis III dit de Marle）将勒泰勒改建成为一处军事堡垒，以保卫其埃纳河中游地区的领地。1411年，阿马尼亚克军队与勃艮第军队在此展开勒泰勒围城战，成为两派内战的一部分。17世纪法西战争期间，两国军队在勒泰勒发生战争，法军在儒勒·马萨林的带领下取得胜利。18世纪后，勒泰勒的战略地位逐渐丧失，随着居民数量的增加，其城市扩张至城墙以外。法国大革命后，勒泰勒成为阿登省的一个副省会，连接勒泰勒的铁路线于1858年建成。1910年，勒泰勒遭遇了严重的洪水，市区多处被淹。第一次世界大战期间，勒泰勒遭受的严重的破坏，市区内超过80%的建筑物被损毁。

## 地理

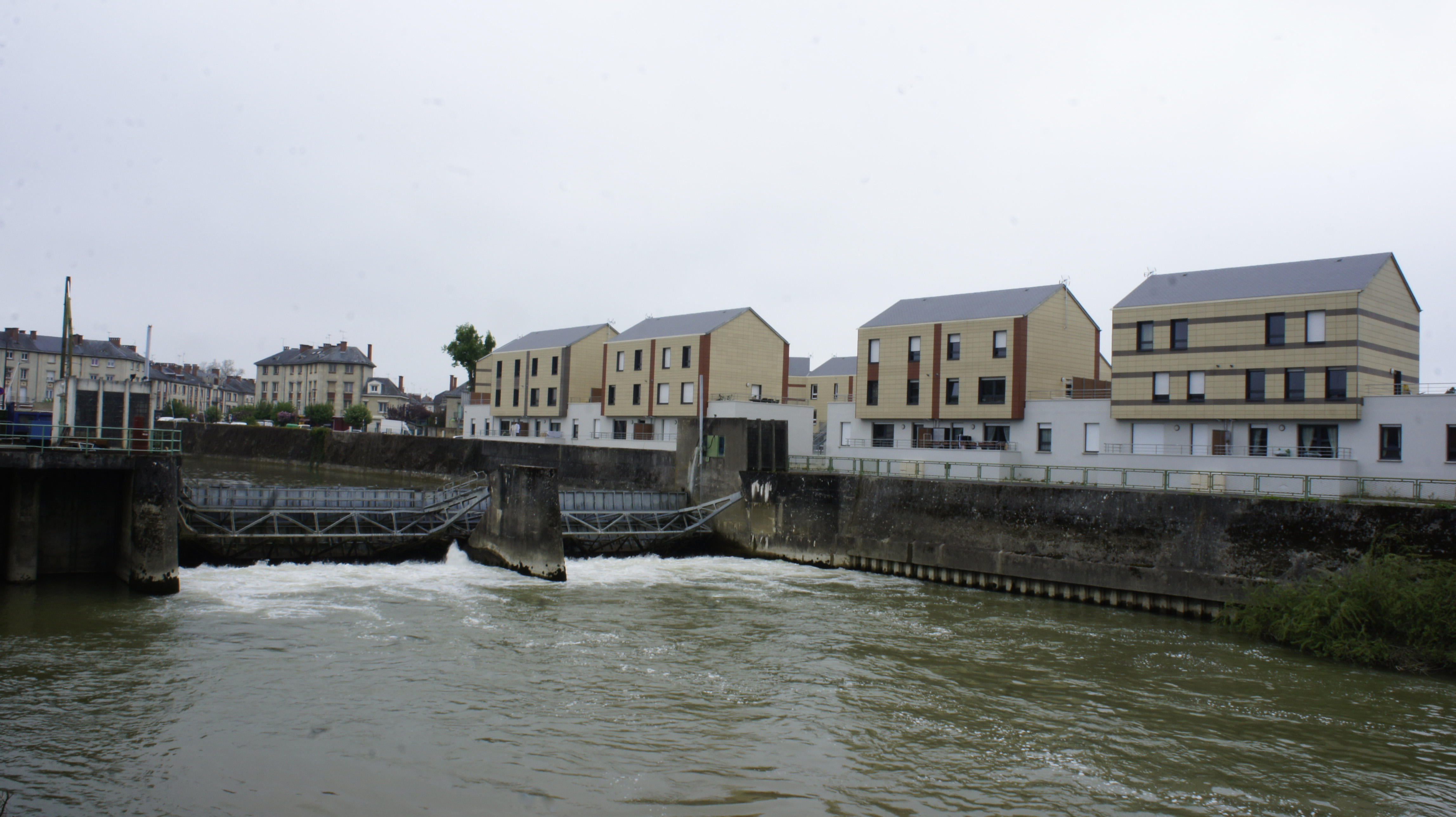
流经勒泰勒的埃纳河

勒泰勒位于法国东北部，大东部大区西北部和阿登省西南部，距离省会沙勒维尔-梅济耶尔大约42公里。与勒泰勒接壤的市镇包括：阿西罗芒斯、巴尔比、贝尔通库尔、比耶尔姆、杜村、索莱勒泰勒、索邦、蒂尼-特吕尼。

### 地形
勒泰勒位于巴黎盆地东北部边缘，境内以浅丘地貌为主，大部分区域地势平坦，少量地段略有起伏，全境海拔在67到146米之间，平均海拔为107米。

### 水文
埃纳河自东向西流经境内，其东南侧形成了一处湖泊——戈达尔湖（Étang de Godart），属于塞纳河水系，此外河流左岸开辟有人工运河。

### 植被
勒泰勒属于温带落叶林区，市区内的主要林地分布在埃纳河两岸。

### 气候
勒泰勒在柯本气候分类法中属于温带海洋性气候，偶尔受大陆气团影响而出现极端天气。
勒泰勒境内设有气象站，以下为该气象站的数据（其中日照数据取自兰斯）：
| 勒泰勒1981年－2019年 | 勒泰勒1981年－2019年 | 勒泰勒1981年－2019年 | 勒泰勒1981年－2019年 | 勒泰勒1981年－2019年 | 勒泰勒1981年－2019年 | 勒泰勒1981年－2019年 | 勒泰勒1981年－2019年 | 勒泰勒1981年－2019年 | 勒泰勒1981年－2019年 | 勒泰勒1981年－2019年 | 勒泰勒1981年－2019年 | 勒泰勒1981年－2019年 | 勒泰勒1981年－2019年 |
| 月份                 | 1月                  | 2月                  | 3月                  | 4月                  | 5月                  | 6月                  | 7月                  | 8月                  | 9月                  | 10月                 | 11月                 | 12月                 | 全年                 |
| -------------------- | -------------------- | -------------------- | -------------------- | -------------------- | -------------------- | -------------------- | -------------------- | -------------------- | -------------------- | -------------------- | -------------------- | -------------------- | -------------------- |
| 历史最高温 °C（°F）  | 16.2 (61.2)          | 20.1 (68.2)          | 25.2 (77.4)          | 29.5 (85.1)          | 33 (91)              | 37.5 (99.5)          | 38 (100)             | 40.7 (105.3)         | 34.4 (93.9)          | 28.7 (83.7)          | 20.7 (69.3)          | 16 (61)              | 40.7 (105.3)         |
| 平均高温 °C（°F）    | 5.9 (42.6)           | 7.5 (45.5)           | 11.9 (53.4)          | 15.9 (60.6)          | 20.3 (68.5)          | 23.2 (73.8)          | 26.1 (79.0)          | 25.6 (78.1)          | 21.3 (70.3)          | 16.5 (61.7)          | 10.2 (50.4)          | 6.6 (43.9)           | 15.9 (60.6)          |
| 日均气温 °C（°F）    | 2.8 (37.0)           | 3.5 (38.3)           | 6.9 (44.4)           | 9.8 (49.6)           | 14.1 (57.4)          | 16.9 (62.4)          | 19.4 (66.9)          | 18.9 (66.0)          | 15.3 (59.5)          | 11.6 (52.9)          | 6.5 (43.7)           | 3.6 (38.5)           | 10.8 (51.4)          |
| 平均低温 °C（°F）    | −0.3 (31.5)          | −0.5 (31.1)          | 1.9 (35.4)           | 3.7 (38.7)           | 7.9 (46.2)           | 10.6 (51.1)          | 12.7 (54.9)          | 12.3 (54.1)          | 9.2 (48.6)           | 6.6 (43.9)           | 2.7 (36.9)           | 0.6 (33.1)           | 5.6 (42.1)           |
| 历史最低温 °C（°F）  | −20.5 (−4.9)         | −17.6 (0.3)          | −11.6 (11.1)         | −6.4 (20.5)          | −3 (27)              | −1.2 (29.8)          | 2.2 (36.0)           | 2.3 (36.1)           | −1.3 (29.7)          | −6 (21)              | −11 (12)             | −19.2 (−2.6)         | −20.5 (−4.9)         |
| 平均降水量 mm（）    | 69.2 (2.72)          | 56.2 (2.21)          | 68.3 (2.69)          | 54.7 (2.15)          | 62.7 (2.47)          | 60.1 (2.37)          | 69.4 (2.73)          | 72 (2.8)             | 58.1 (2.29)          | 71.1 (2.80)          | 66.5 (2.62)          | 80.6 (3.17)          | 788.9 (31.06)        |
| 月均日照時數         | 59.7                 | 83.6                 | 124.6                | 173                  | 202.8                | 212.1                | 229.5                | 215.7                | 160.6                | 114.9                | 70.8                 | 47.9                 | 1,695.2              |
| 来源：infoclimat.fr  |                      |                      |                      |                      |                      |                      |                      |                      |                      |                      |                      |                      |                      |

## 行政区划
勒泰勒是法国大东部大区阿登省的一个市镇，编号为08362，它也是阿登省的一个副省会。勒泰勒下辖勒泰勒区，管理勒泰勒县，同时也是勒泰勒城市圈公共社区的办公驻地。
法国国家统计与经济研究所（简称）在进行数据统计时，将勒泰勒及相邻的另外2个市镇（阿西罗芒斯、索莱勒泰勒）设为勒泰勒城市核心区，并将包括核心区在内的周边共16个市镇划为勒泰勒城市区。同时，还将勒泰勒市镇分为了3个“块区”（IRIS），以便于统计人口分布情况。

## 交通

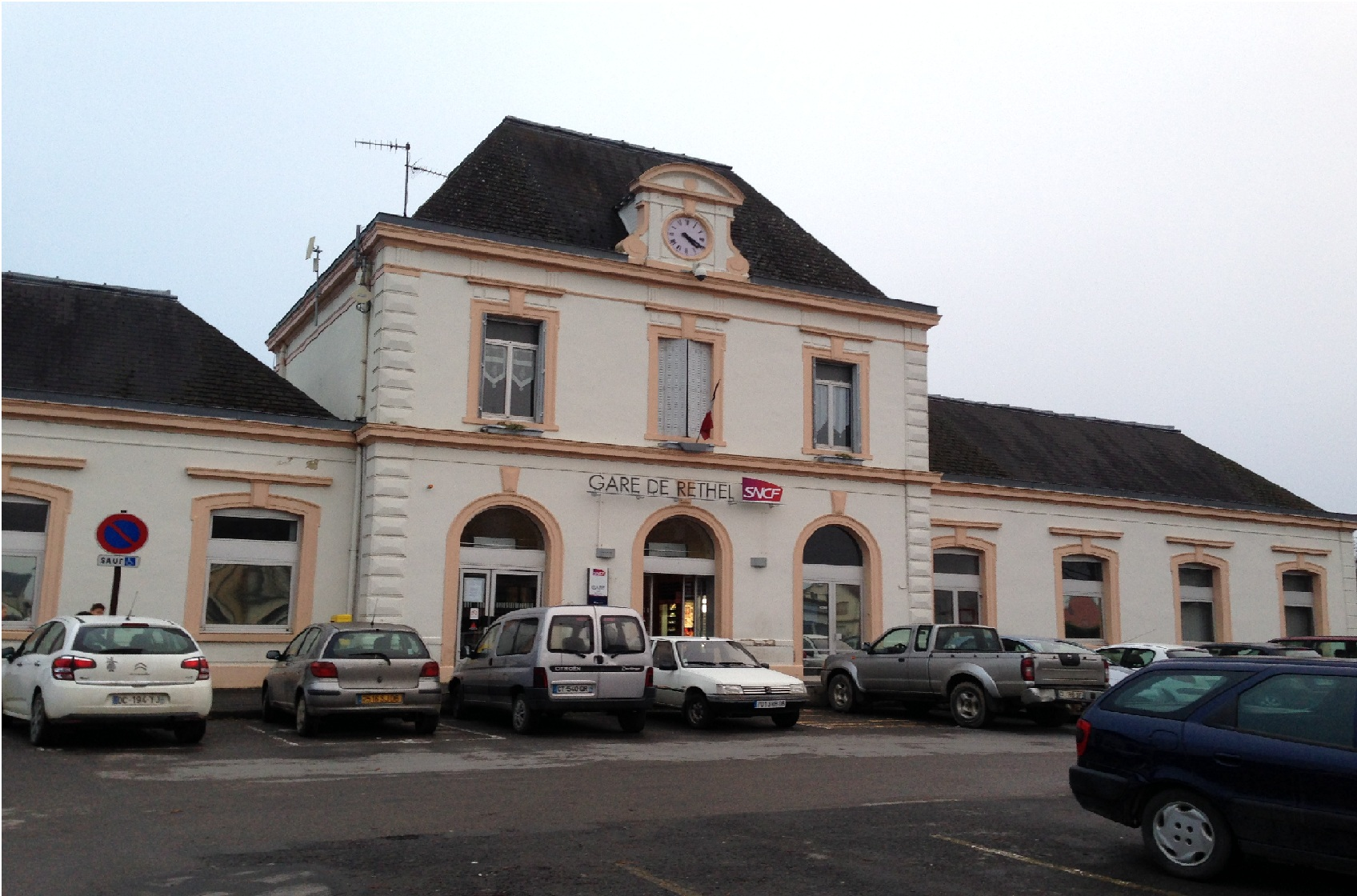
勒泰勒火车站

### 公路
法国A34高速公路经过勒泰勒，设有4个出入口与市区相连（其中第17号出入口仅供车辆出入兰斯方向），此外多条阿登省省道在勒泰勒境内交汇。阿登省城际客运开行有校车及定制线路，可前往周边部分市镇。
2016年，69.5%的勒泰勒家庭拥有至少一辆的私人汽车。同年，勒泰勒境内共发生各类交通事故1起，造成1人受伤。

### 铁路
勒泰勒位于苏瓦松－日韦铁路上，勒泰勒站位于市区东南部，每天停靠一至两班往返于巴黎和色当之间的高速列车，同时停靠多班往返于兰斯和沙勒维尔一线的区域列车。

### 航空
距离勒泰勒最近的民用航空站为香槟沙隆瓦特里机场，距离勒泰勒市中心的公路里程约105公里。

### 城市公共交通
勒泰勒市区暂无城市公共交通线路。

## 政治

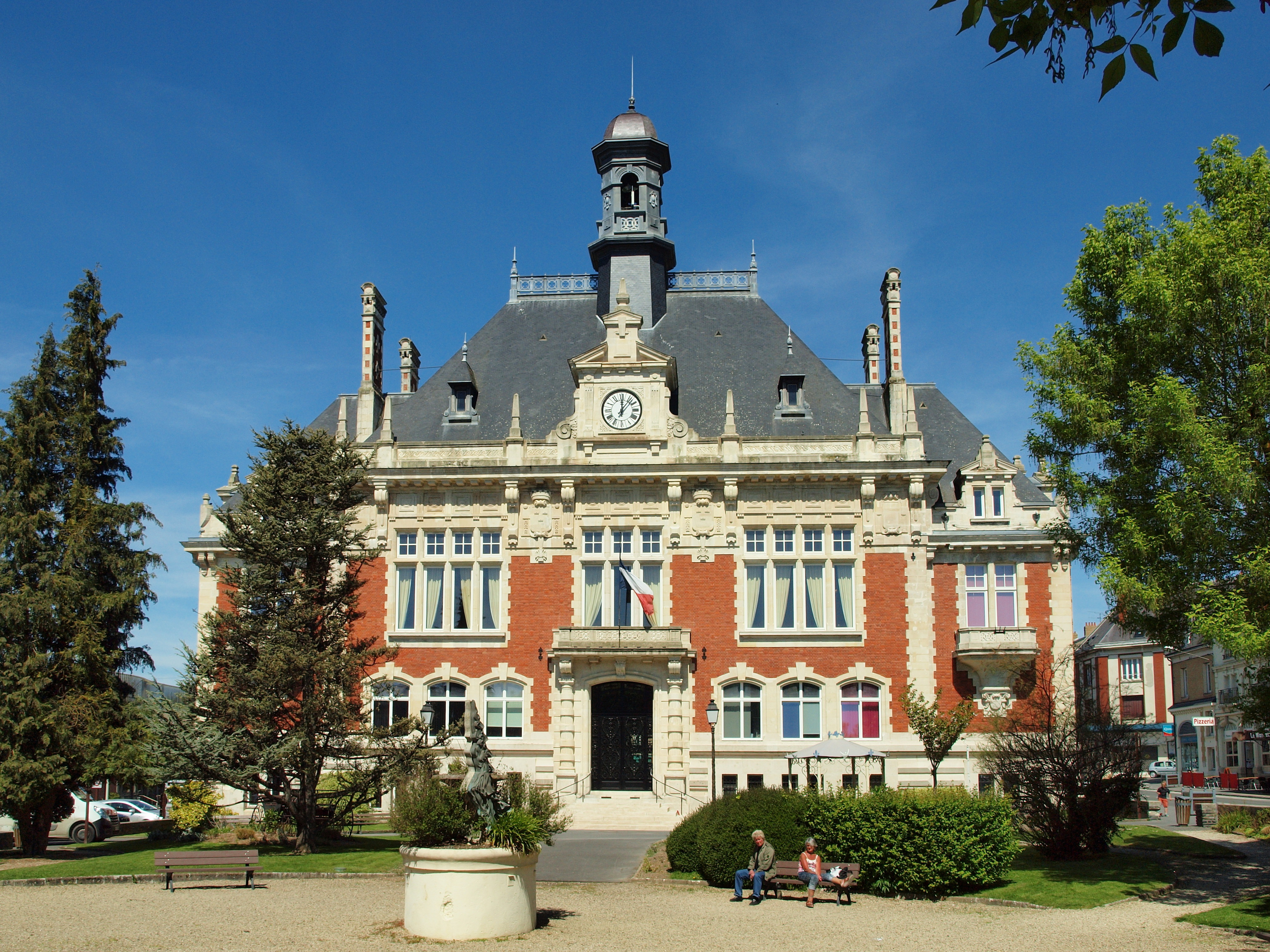
勒泰勒市政厅

勒泰勒的现任市长为约瑟夫·阿夫里博先生（Joseph Afribo），他是一名右翼无党派人士，在2020年的市政选举中获得了54.64%的支持率。
在2017年的法国总统大选中，法国第25任总统埃马纽埃尔·马克龙在勒泰勒获得了52.79%的支持率。
| 勒泰勒历届市长 |                 |                            |
| 任期           | 市长            | 党派                       |
| 1944年－1972年 | 卡米耶·拉索     | PS社会党                   |
| 1972年－1977年 | 皮埃尔·西格尔   | CNIP全国独立人士与农民中心 |
| 1977年－1983年 | 罗贝尔·马松     | 不详                       |
| 1983年－1989年 | 皮埃尔·西格尔   | CNIP全国独立人士与农民中心 |
| 1989年－2005年 | 米歇尔·维贝尔   | UDF法国民主联盟            |
| 2005年－2020年 | 居伊·德拉迈     | UMP人民运动联盟 →LR共和黨  |
| 2020年－       | 约瑟夫·阿夫里博 | DVD右翼无党派人士          |

## 人口
2017年，勒泰勒市镇人口数量为7,592，在法国排名第1,382位。其中男性3,556人，女性4,106人，75岁及以上人口占9.4%，外籍人口数量为92人，人口密度为409人/平方公里，当地居民被称为（男性）或（女性）。2018年，勒泰勒境内出生99人，死亡人口82人。
| 年份   | 1936  | 1946  | 1954  | 1962  | 1968  | 1975  | 1982  | 1990  | 1999  | 2006  | 2007  | 2008  | 2013  | 2017  |
| ------ | ----- | ----- | ----- | ----- | ----- | ----- | ----- | ----- | ----- | ----- | ----- | ----- | ----- | ----- |
| 人口數 | 5,662 | 4,718 | 5,686 | 7,359 | 7,804 | 8,361 | 8,339 | 7,923 | 8,052 | 7,847 | 7,793 | 7,740 | 7,730 | 7,592 |

## 经济
勒泰勒是一个区域性的中心城市，市区东部建有工业开发区。当地共有各类用人单位967家，平均历史为17年，行政、机械制造、医疗及社会服务是当地的主要就业岗位类型。

## 财政收入
2018年，勒泰勒的财政收入总额为5,681,330欧元，财政支出总额为4,370,860欧元，当年的债务总额为8,998,850欧元。
2014年，勒泰勒的人均收入总额为2,479欧元，其中高职人员为3,896欧元，普通职员为1,762欧元。
2016年，勒泰勒境内的青壮年（15至64岁）失业率为19.1%，当地33.1%的家庭拥有纳税资格。

## 社会事务

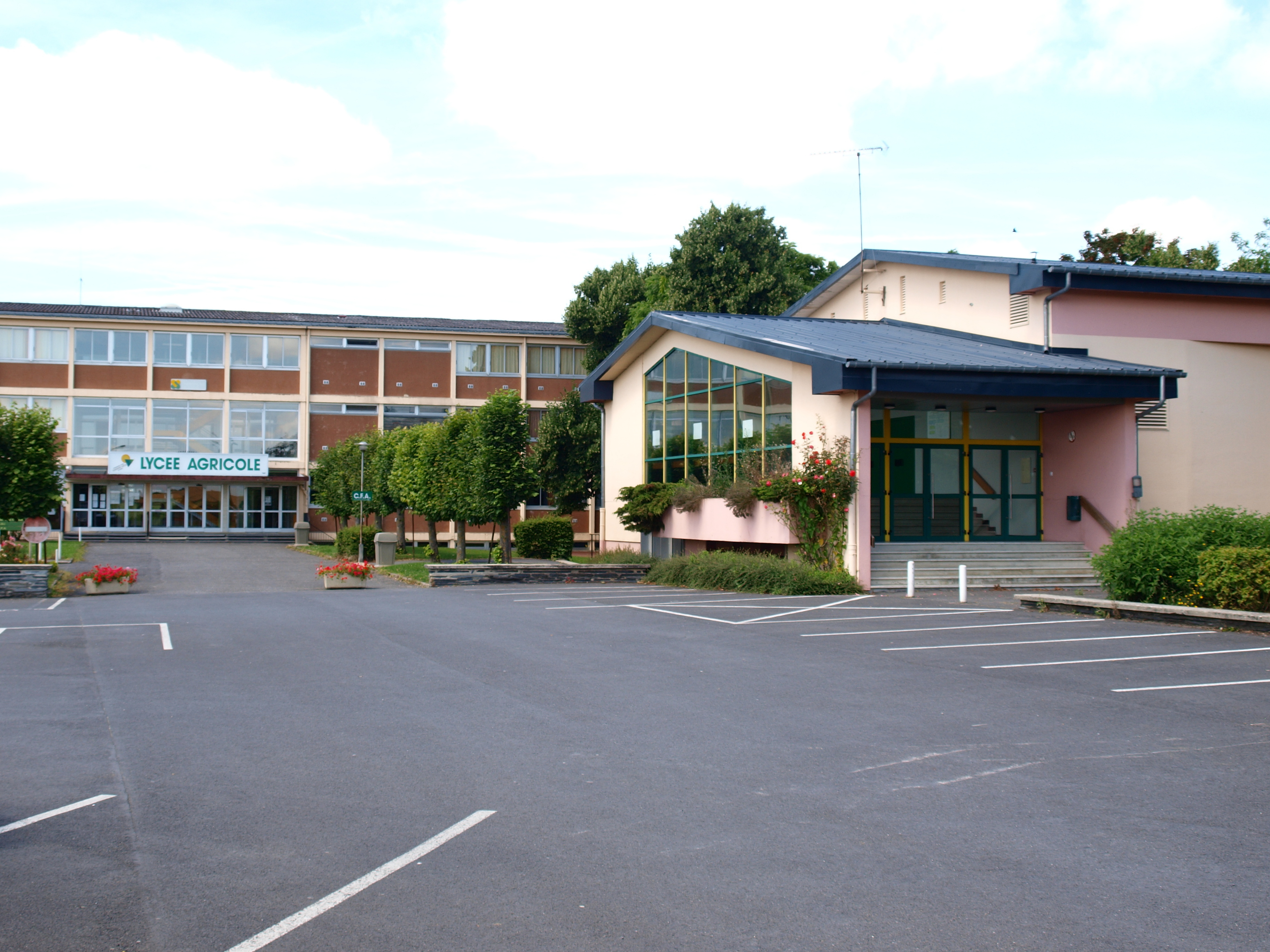
勒泰勒农业高级中学

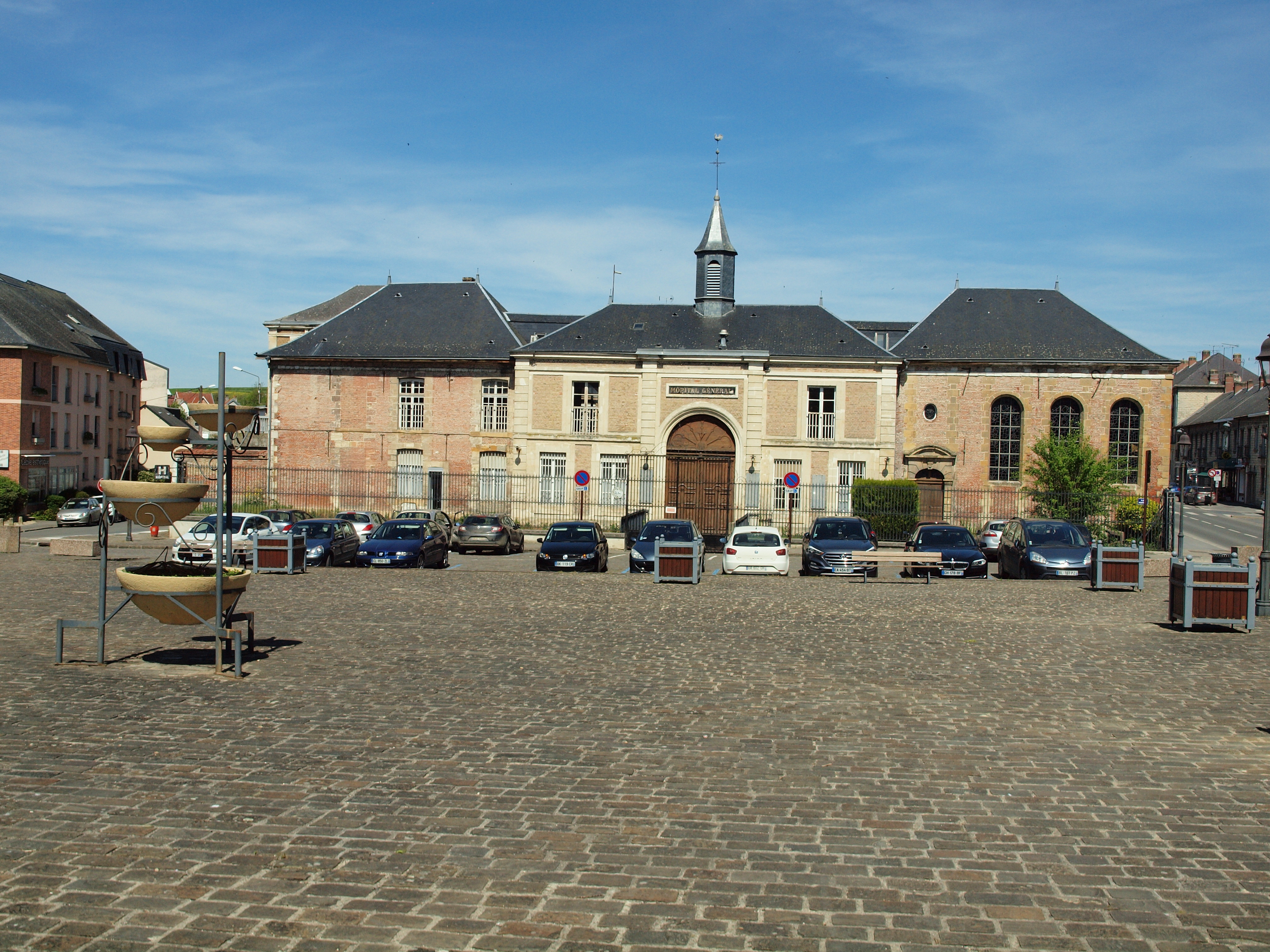
勒泰勒中心医院

### 教育
勒泰勒属于兰斯学区。截止2018年1月1日，勒泰勒境内共有6所小学、2所初级中学、1所普通高中和1所农业高中。2018至2019学年度，勒泰勒境内共有在校中小学生1,008名。

### 医疗
截止2018年1月1日，勒泰勒境内共有全科医生6名、保健师14名、牙医11名、护士11名、眼科医生1名、助产士2名、儿科医生1名和妇科医生1名。境内共有药房4家和养老院2家。
南阿登省医疗集团（Groupe Hospitalier Sud Ardennes）是法国的一个区域性医疗系统，其总部位于勒泰勒市区，主病区设有床位89个，是当地规模最大的公立综合性医院。

### 住房
2016年，勒泰勒境内共有各类住房4,275套，其中88.7%为常住房屋。集中式居民区主要分布在市区西北部，规模较小。

### 商业
2017年，勒泰勒境内共有各类商铺471家，其中餐饮服务类214家。市区北部建有开放式商业街区。

### 体育
2018年，勒泰勒境内共有1家游泳池、6间健身房、1座综合体育场、1处网球场、1处马术场、4处足球或橄榄球场、4处篮球或排球场以及0处高尔夫球场。
勒泰勒因内联曲棍球而闻名，勒泰勒内联曲棍球队成立于1998年，获得过11次该项目法国甲级联赛的总冠军。
勒泰勒足球体育俱乐部（Rethel Sportif Football）是当地的一支足球队，2020至2021赛季参加大东部大区足球联赛。

### 环境
勒泰勒的环境事务由其所属的公共社区负责。2017年，勒泰勒境内共有2家污染企业。

### 治安
2014年，勒泰勒及附近地区共发生各类案件1,292起，其中盗窃类案件711起，经济类案件112起，毒品交易类案件76起。

## 文化

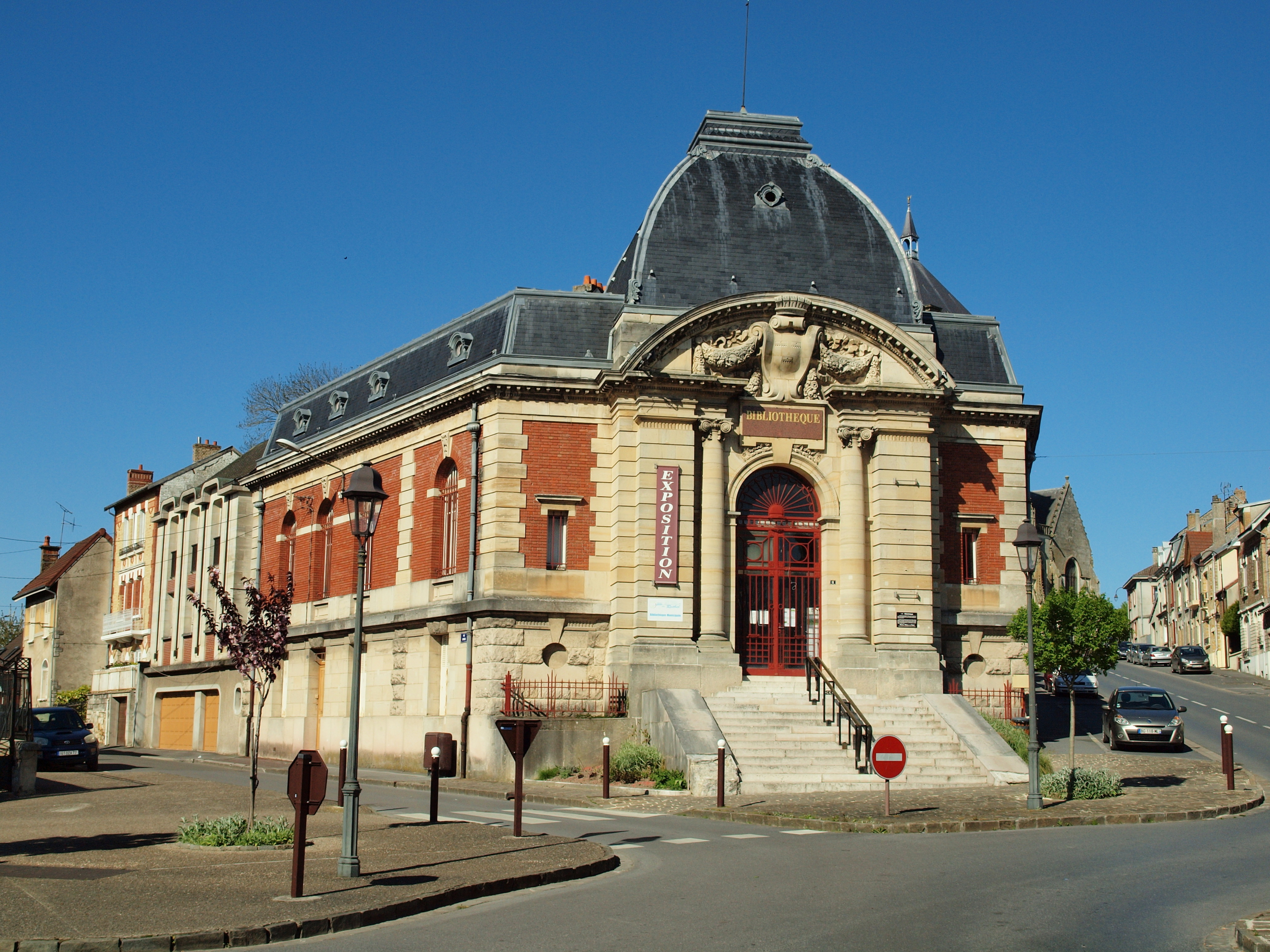
勒泰勒市政图书馆

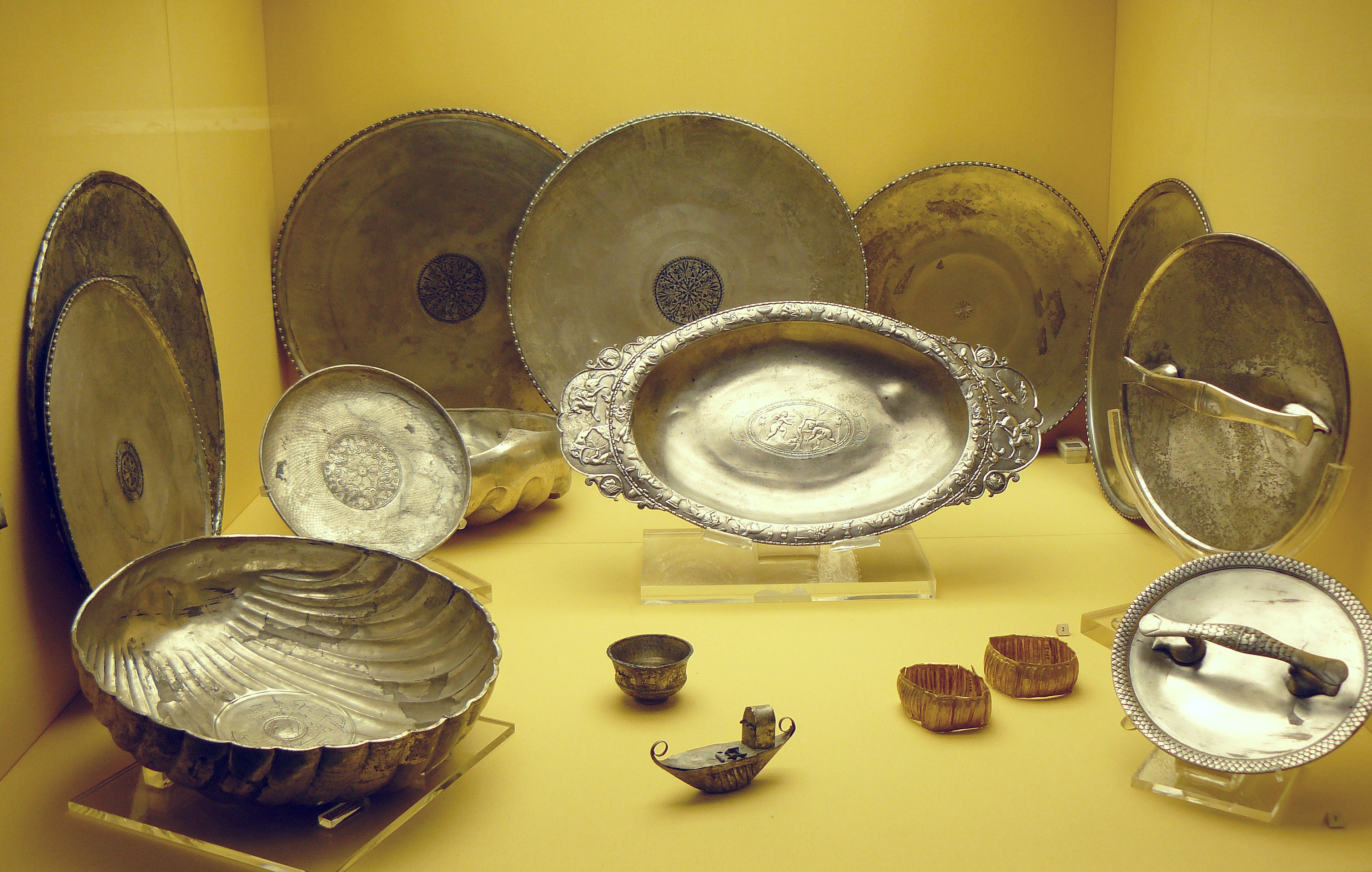
勒泰勒宝藏

2018年，勒泰勒境内共有1个剧场和1个博物馆。勒泰勒市政府提供多媒体中心，向公众全年开放。

### 遗产
勒泰勒境内有多处法国国家文物保护单位，其中勒泰勒圣尼古拉教堂是当地的代表性建筑物。
此外，当地出土的勒泰勒宝藏由16件银质器皿组成，存放于法国国立考古学博物馆中。

### 旅游
勒泰勒的旅游事务由其所属的公共社区负责。2020年，勒泰勒境内共有2个宾馆共计31间房间。

### 媒体
法国主要的媒体均可在勒泰勒接收，法国电视三台下属的大东部大区频道在部分时段播出勒泰勒所属区域的地方新闻。

### 饮食
勒泰勒因与其同名的白香肠而闻名，后者已于2001年被列入法国地理标志保护产品。

## 友好城市
截至2020年8月，勒泰勒共与一座城市互为友好城市关系：
- 德国 比特堡